# Thespa Gunma
Il Thespa Gunma (ザスパ群馬?, Zasupa Gunma) è una società calcistica di Maebashi (Prefettura di Gunma), Giappone. Dal 2025 militerà nella J3 League , la terza divisione del campionato nazionale.

## Storia
Fondata nel 1995 come Liaison Kusatsu Football Club, i suoi giocatori erano tutti studenti del college Higashi Nihon Soccer Academy. Quando nel 1999 la scuola venne chiusa per difficoltà economiche, gli stessi studenti decisero di restare nella città di Kusatsu per far sopravvivere la società.
Nel 2002 venne incorporata nella K.K. Kusatsu Onsen Football Club ed assunse il nome di Thespa Kusatsu.
Nel 2013 mutò la denominazione in Thespakusatsu Gunma (ザスパクサツ群馬?, Zasupakusatsu Gunma) per identificare la squadra con l'intera Prefettura di Gunma.
Il 5 ottobre 2023 la società ha annunciato che a partire dalla stagione 2024 avrebbe cambiato la propria denominazione in Thespa Gunma, adottando contestualmente un nuovo logo societario.

## Organico

### Rosa 2024
Rosa e numerazione aggiornate al 29 agosto 2024.
| N. |                     | Ruolo | Calciatore                     |
| -- | ------------------- | ----- | ------------------------------ |
| 3  | Giappone (bandiera) | D     | Ryūya Ōhata                    |
| 4  | Giappone (bandiera) | D     | Yūma Funabashi                 |
| 5  | Giappone (bandiera) | C     | Chie Edoojon Kawakami          |
| 6  | Giappone (bandiera) | C     | Taiki Amagasa                  |
| 7  | Giappone (bandiera) | C     | Masashi Wada                   |
| 8  | Giappone (bandiera) | A     | Yūya Takazawa                  |
| 9  | Giappone (bandiera) | C     | Shūto Kitagawa                 |
| 10 | Giappone (bandiera) | A     | Ryō Satō                       |
| 11 | Giappone (bandiera) | C     | Ryūji Sugimoto                 |
| 13 | Giappone (bandiera) | P     | Issei Kondō                    |
| 14 | Giappone (bandiera) | A     | Riyo Kawamoto                  |
| 15 | Giappone (bandiera) | C     | Kōki Kazama                    |
| 17 | Giappone (bandiera) | D     | Atsuki Yamanaka                |
| 18 | Giappone (bandiera) | A     | Luna Iwamoto                   |
| 19 | Giappone (bandiera) | A     | Sena Saitō                     |
| 21 | Giappone (bandiera) | P     | Masatoshi Kushibiki (capitano) |
| 22 | Giappone (bandiera) | D     | Yuriya Takahashi               |
| 23 | Giappone (bandiera) | A     | Shū Hiramatsu                  |

| N. |                     | Ruolo | Calciatore         |
| -- | ------------------- | ----- | ------------------ |
| 24 | Giappone (bandiera) | D     | Shūichi Sakai      |
| 25 | Giappone (bandiera) | D     | Rikiru Nakano      |
| 26 | Giappone (bandiera) | D     | Ryūsei Akimoto     |
| 27 | Giappone (bandiera) | C     | Ren Fujimura       |
| 28 | Giappone (bandiera) | C     | Ryonosuke Kabayama |
| 29 | Giappone (bandiera) | D     | Ryōta Tagashira    |
| 30 | Giappone (bandiera) | A     | Toranosuke Onozeki |
| 32 | Giappone (bandiera) | A     | Atsushi Kawata     |
| 33 | Giappone (bandiera) | C     | Hajime Hosogai     |
| 34 | Giappone (bandiera) | D     | Tatsushi Koyanagi  |
| 36 | Giappone (bandiera) | D     | Daiki Nakashio     |
| 37 | Giappone (bandiera) | C     | Gijō Sehata        |
| 39 | Giappone (bandiera) | P     | Kōhei Maki         |
| 40 | Giappone (bandiera) | A     | Kōsuke Sagawa      |
| 42 | Giappone (bandiera) | P     | Ryō Ishii          |
| 44 | Giappone (bandiera) | C     | Taishi Semba       |
| 50 | Giappone (bandiera) | D     | Kenta Kikuchi      |